# Playmobil: The Movie
Playmobil: The Movie (bra: Playmobil: O Filme ou Playmobil - O Filme; prt: Playmobil: O Filme) é um filme de animação computadorizada de aventura e comédia, inspirado no brinquedo alemão Playmobil. Dirigido por Lino DiSalvo e escrito por Greg Erb e Jason Oremland, foi roteirizado por Blaise Hemingway e produzido pela ON Animation Studios. Conta com as vozes de Anya Taylor-Joy, Gabriel Bateman, Daniel Radcliffe, Jim Gaffigan, Meghan Trainor e Adam Lambert. Sua estreia no cinema ocorreu em 7 de agosto de 2019, sendo exibido na França, e logo em seguida pela Pathé e outros países.

## Enredo
Marla é compelida a deixar sua vida estruturada e iniciar uma jornada épica em busca de seu irmão Charlie, que desapareceu no amplo e fascinante mundo animado dos brinquedos Playmobil.

## Elenco
- Anya Taylor-Joy como Marla
- Gabriel Bateman como Charlie
- Ryan S. Hill como Charlie de 6 anos

Vozes
- Jim Gaffigan como Del
- Daniel Radcliffe como Rex Dasher
- Meghan Trainor como uma Fada Madrinha
- Adam Lambert como Imperador Maximus
- Kenan Thompson como Ossos de Sangue
- Wendi McLendon-Covey como Glinara
- Lino DiSalvo como Robotitron

### Dublagem brasileira
- Estúdio de dublagem: Delart[4]
- Direção de dublagem: Andrea Murucci[4]

Elenco
- Vic Brown como Marla[4]
- Luiz Felipe Mello como Charlie[4]
- Marco Ribeiro como Del[4]
- Mckeidy Lisita como Robotitron[4]
- Claudio Galvan como Maximus[4]
- Alexandre Moreno como Bloodbones[4]
- Rodrigo Antas como Rex Dasher[4]
- Marisa Leal como Nola[4]
- Vânia Alexandre como Glinara[4]
- Evie Saide como Valera[4]
- Renan Freitas como Ook Ook[4]
- Luiz Carlos Persy como Sven[4]

Vozes adicionais: Anderson Coutinho, Carlos Comério, Duda Espinoza, Enilson Quintão, Gesteira, Gustavo Nader, Jullie, Leonardo Serrano, Marcio Dondi, Milton Parisi, Nicolas Mattos, Philippe Maia, Silvia Goiabeira, Carla Pompilio, Clécio Souto, Élcio Romar, Flavio Back, Guilherme Lopes, Hercules Franco, Lacarv, Marcelo Garcia, Mário Jorge, Narjara Turetta, Noa Bicalho, Rapha Carestiato.

## Produção
Um filme de animação baseado no Playmobil intitulado Playmobil: Robbers, Thieves & Rebels, produzido pela On Entertainment, Wild Bunch e Pathé, foi originalmente esperado para ser lançado no final de 2017.
O filme envolveu Bob Persichett como diretor e roteirista. O filme será o primeiro de uma trilogia de filmes de animação teatral baseados na Playmobil. Persichetti inicialmente lançou o filme para a Sony Pictures Animation. Embora a Sony tenha tentado comprar o campo, Persichetti foi substituído por outro diretor pois ofereceram a ele a direção do filme de super-heróis de 2018 Spider-Man: Into the Spider-Verse.
O filme foi animado na instalação canadense . O filme era originalmente suposto para ser distribuído por Cross Creek Pictures.
Em 9 de fevereiro de 2016, Lino DiSalvo veio diretamente para dirigir o filme de 75 milhões de dólares, substituindo Persichetti. Dimitri Rassam e Aton Soumache de ON Animation Studios produzirá o filme. Em 12 de maio de 2016, a Open Road Films adquiriram os direitos dos Estados Unidos para o filme, cujo roteiro foi escrito por Blaise Hemingway. Isso marcaria a diretoria do DiSalvo, depois de passar 17 anos em 0147. Alexis Vonarb, Axel Von Maydell, e Moritz Borman também produziria o filme.
Em 17 de novembro de 2017, foi relatado que Wendi McLendon-Covey seria estrela do filme. O filme será um híbrido de ação cg - animado.
Em junho de 2018, a produção do filme estava em curso e alguns detalhes do filme foram revelados, durante uma sessão em Annecy International Animated Film Festival. Em outubro de 2018, o lançamento de voz de outono foi anunciado que incluído Anya Taylor-Joy, Gabriel Bateman, Daniel Radcliffe, Meghan Trainor, e Adam Lambert, enquanto Trainor e Lambert também escreveria e cantavam músicas originais para o filme.

## Lançamento
Playmobil: O Filme esteve programado para ser lançado na França pela Pathé em 7 de agosto de 2019, mas originalmente em 18 de janeiro de 2019, tendo sido adiado para 19 de abril de 2019, e então, novamente, 16 de abril de 2019, sob a Global Road Entertainment. Devido à falência da Global Road, a STX Entertainment comprou direitos de distribuição dos Estados Unidos no filme em abril de 2019, que foi definido para lançar em 30 de agosto de 2019.